# Scottish Professional Championship 1987
Die People’s Cars Scottish Professional Championship 1987 war ein professionelles Snookerturnier ohne Einfluss auf die Snookerweltrangliste (Non-ranking-Turnier), das im Rahmen der Saison 1986/87 im Februar 1987 im Steve Davis Club im schottischen Glasgow zur Ermittlung des schottischen Profimeisters ausgespielt wurde. Titelverteidiger Stephen Hendry gewann gegen Jim Donnelly seinen zweiten Titel. Zudem spielte das aufstrebende Talent mit einem 119er-Break das einzige Century Break und damit auch das höchste Break des Turnieres.

## Preisgeld
Gesponsert vom Unternehmen People’s Cars, wurde das Turnier zusätzlich mit 1.000 Pfund Sterling je Teilnehmer von der World Professional Billiards & Snooker Association bezuschusst. Insgesamt konnten deshalb 11.000 £ ausgeschüttet werden, wobei über ein Drittel direkt an den Sieger ging.
|                 | Preisgeld |
| --------------- | --------- |
| Sieger          | 4.000 £   |
| Finalist        | 2.000 £   |
| Halbfinalist    | 1.250 £   |
| Viertelfinalist | 500 £     |
| Höchstes Break  | 500 £     |
| Insgesamt       | 11.000 £  |

## Turnierverlauf
Es nahmen alle schottischen Profispieler außer Eddie McLaughlin am Turnier teil, das somit strikt im K.-o.-System ausgespielt wurde. Viertel- und Halbfinale fanden im Modus Best of 11 Frames, das Endspiel im Modus Best of 19 Frames statt.
Der dreifache Sieger Murdo MacLeod schied bereits im Viertelfinale aus, der zweifache Sieger Eddie Sinclair im Halbfinale. Wenig überraschend stand Titelverteidiger Stephen Hendry erneut im Finale, nachdem er seine Überlegenheit im Halbfinale mit einem 6:0-Sieg über John Rea gezeigt hatte. Dagegen recht überraschend war der andere Finalteilnehmer Jim Donnelly, der zuvor die besagten Ex-Sieger Murdo MacLeod und Eddie Sinclair besiegt hatte.

|  | Viertelfinale Best of 11 Frames | Viertelfinale Best of 11 Frames |                |    | Halbfinale Best of 11 Frames | Halbfinale Best of 11 Frames |  |  | Finale Best of 19 Frames | Finale Best of 19 Frames |
|  |                                 |                                 |                |    |                              |                              |  |  |                          |                          |
|  | Stephen Hendry                  | 6                               |                |    |                              |                              |  |  |                          |                          |
|  | Bert Demarco                    | 2                               |                |    |                              |                              |  |  |                          |                          |
|  | Bert Demarco                    | 2                               | Stephen Hendry | 6  |                              |                              |  |  |                          |                          |
|  |                                 |                                 | Stephen Hendry | 6  |                              |                              |  |  |                          |                          |
|  |                                 | John Rea                        | 0              |    |                              |                              |  |  |                          |                          |
|  | John Rea                        | John Rea                        | 0              | 6  |                              |                              |  |  |                          |                          |
|  | John Rea                        |                                 |                | 6  |                              |                              |  |  |                          |                          |
|  | Ian Black                       | 1                               |                |    |                              |                              |  |  |                          |                          |
|  |                                 |                                 | Stephen Hendry | 10 |                              |                              |  |  |                          |                          |
|  |                                 | Jim Donnelly                    | 7              |    |                              |                              |  |  |                          |                          |
|  | Murdo MacLeod                   | 2                               |                |    |                              |                              |  |  |                          |                          |
|  | Jim Donnelly                    | 6                               |                |    |                              |                              |  |  |                          |                          |
|  | Jim Donnelly                    | 6                               | Jim Donnelly   | 6  |                              |                              |  |  |                          |                          |
|  |                                 |                                 | Jim Donnelly   | 6  |                              |                              |  |  |                          |                          |
|  |                                 | Eddie Sinclair                  | 4              |    |                              |                              |  |  |                          |                          |
|  | Matt Gibson                     | Eddie Sinclair                  | 4              | 2  |                              |                              |  |  |                          |                          |
|  | Matt Gibson                     |                                 |                | 2  |                              |                              |  |  |                          |                          |
|  | Eddie Sinclair                  | 6                               |                |    |                              |                              |  |  |                          |                          |

### Finale
Stephen Hendry erfuhr von Jim Donnelly überraschend viel Gegenwehr. Über weite Teile war es eine offene Partie, wenn nicht gar ein offener Schlagabtausch. Beide Spieler gingen einige Male in Führung. Erst beim Stande von 7:7 konnte Hendry mit drei Frames in Folge den Turniersieg in trockene Tücher bringen.
| Finale: Best of 19 Frames Steve Davis Club, Glasgow, Schottland, Februar 1987                                                                          |                |              |
| Stephen Hendry | 10:7           | Jim Donnelly |
| 119:7 (119), 52:62, 56:76, 66:47, 91:1 (91), 58:85, 57:36, 90:4 (86), 11:87, 11:80 (51), 23:56, 62:39, 99:16 (69), 63:65, 65:29, 94:2 (94), 72:10 (55) |                |              |
| 119 | Höchstes Break | 51           |
| 1 | Century-Breaks | –            |
| 6 | 50+-Breaks     | 1            |